# Davîdivka, Iakîmivka
Davîdivka (în ucraineană Давидівка) este localitatea de reședință a comunei Davîdivka din raionul Iakîmivka, regiunea Zaporijjea, Ucraina.

## Demografie
Componența lingvistică a localității Davîdivka
     Ucraineană (90,02%)
     Rusă (9,05%)
     Alte limbi (0,52%)
Conform recensământului din 2001, majoritatea populației localității Davîdivka era vorbitoare de ucraineană (90,02%), existând în minoritate și vorbitori de rusă (9,05%).